# 伯特兰·罗素
第三代羅素伯爵伯特兰·亚瑟·威廉·罗素（1872年5月18日—1970年2月2日），英国哲学家、数学家和逻辑学家，致力于哲学的大众化、普及化。曾在三一学院、剑桥大学担任哲学教授，他写了许多著作，其中包括经典著作《西方哲學史》。
在數學哲學上採取弗雷格的邏輯主義立場，認為數學可以化約到邏輯，哲學可以像邏輯一樣形式系統化，主張逻辑原子論。
1920年7月，罗素申請了一年假，前往中國和日本講學，对中国学术界有相当影响。1950年，罗素获得诺贝尔文学奖，以表彰其“西歐思想，言論自由最勇敢的君子，卓越的活力，勇氣，智慧與感受性，代表了諾貝爾獎的原意和精神”。

## 生平

### 背景與早年經歷

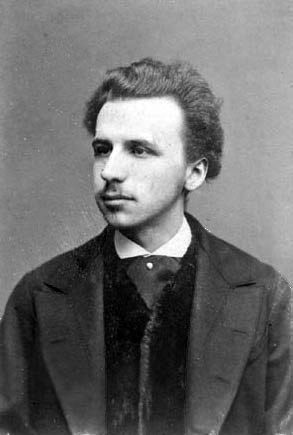
罗素的父親安伯雷子爵

罗素于1872年出生于英国威尔士的一个贵族家庭，當時大英帝国正值巅峰，祖父約翰·羅素勳爵在1840年代曾两次出任英国首相，父亲安伯雷子爵是一名无神论者。罗素的母亲也出身贵族，她在罗素2岁时便去世了，2年后，罗素的父亲也去世。罗素是这个辉格党家庭的第二个儿子，他的教父是哲学家约翰·斯图亚特·弥尔。
在双亲去世后，罗素和他的哥哥富兰克·罗素就由祖父母抚养长大。他祖母最爱的圣经格言是“不可随众行恶”（Thou shalt not follow a multitude to do evil） (出埃及记 23:2)，这也成了罗素的座右铭。与当时其他上流社会的子女一样，罗素由家庭教师专门教授。罗素在17岁时认识了美国人爱丽丝·皮尔索尔·史密斯，很快便爱上了这位姑娘，两人在1894年结婚。这段婚姻在1911年宣告结束，主要是因为罗素的不专情：他和包括奥特林·莫瑞尔夫人在内的多人都曾有过亲密的接触。
1890年罗素进入剑桥大学三一学院学习哲学、逻辑学和数学，1908年成为学院的研究员并获选为英国皇家学会院士。

### 第一次世界大战
罗素反对英国参与第一次世界大战，因此被罚款并丧失了三一学院的教职。1918年他还因反战活动而判刑6个月。

### 战间期
1920年罗素访问俄国和中国，并在北京讲学一年，与美国人文哲学家杜威同时间在中国讲学。罗素在长沙时期，青年毛泽东曾担任他的记录员。回到欧洲后著有《中国问题》一书，孙中山因此书而称其为“唯一真正理解中国的西方人”。
1921年，罗素与女性主义作家荳拉·勃拉克再婚，他们育有两个孩子。这期间罗素已经因为参与反战活动而被剑桥大学开除，他通过出版各种有关物理、伦理和教育方面的书籍谋生。1927年夫妇俩人共同建立了一所教育实验学校“皮肯·希尔学校”（Beacon Hill School）。
1931年罗素的哥哥去世，因他沒有孩子，由罗素继承爵位，成为第三代罗素伯爵。但是他很少在公开场合这么称呼自己，或被别人这样称呼。
罗素和荳拉·勃拉克很快因勃拉克部分報復性地暴露与一个美国记者的一段婚外情而告终。1936年罗素再与一名牛津大学学生派屈西亚·斯彭斯结婚，他们最初是在1930年认识的。两人也生有1个儿子康拉德。

### 第二次世界大战
在第二次世界大战之前，他曾支持过绥靖政策，但是后来又支持与纳粹德国作战，因为他意识到希特勒必须被消灭，否则将给人类文明带来灾难。罗素始终认为，任何战争都是罪恶的，但是在一些特殊的情况下，战争是在很多种罪恶中较轻的一种。
1939年罗素搬到美国，到加利福尼亚大学洛杉矶分校讲学，并很快被任命为纽约城市大学教授。但是当这个消息一曝光，地方法院就取消了他的教授资格，认为他在“道德上”无法胜任教授一职。（其中，法院和地方報紙抨擊羅素1925年的著作《我的信仰》）他在1944年回到英国，并重新执教于三一学院。

### 晚年
1948年10月2日，搭小飞机坠毁，机上19人伤亡，罗素竟完好无伤。
1948年11月20日，在对威斯敏斯特学校学生的一篇演说中，罗素惊人地指出，美国应该先发制人，發動預防性戰爭，用核武器彻底摧毁苏联，因为这样的后果要比苏联研制出核武器后爆发核战争好得多。但是之后罗素改变了看法，认为核武器裁军是最好的解决办法，并从此致力于核裁军运动。1954年氢弹爆破成功，罗素进一步意识到核武器将可能给人类带来的灾难。1954年4月，罗素發表了著名的《罗素—爱因斯坦宣言》，“号召世界各政府体会并公开宣布它们的目的不能发展成世界大战，而我们号召它们，因此在解决它们之间的任何争执应该用和平手段”。除了爱因斯坦在临终前數天签了字外，汤川秀树和萊納斯·鮑林等多位科学家也都在宣言上签字。
1952年罗素再度离婚，和一名美国的英语教授伊迪丝·芬奇结婚。1960年代罗素出版了自己的三卷自传。1961年，89岁高龄的罗素参与一个核裁军的游行后被拘禁了7天。在肯尼迪遇刺事件发生后，罗素是最早几个对官方的事件版本提出异议的人之一，并罗列出了案件的16个疑点。他反对越南战争，和让-保罗·萨特一起于1967年5月成立了一个民间法庭（后來称为“罗素法庭”），揭露美国的战争罪行。

### 逝世
1970年去世，骨灰被撒在威尔士的群山之中。他的爵位由其与多拉的儿子约翰·康拉德·罗素继承，为第四代罗素伯爵。第四代罗素伯爵于1987年去世，爵位由罗素的小儿子康拉德·罗素继承，为第五代罗素伯爵，这位第五代罗素伯爵是位受尊敬的历史学家以及英国上议院成员。第五代罗素伯爵于2004年10月去世，爵位由1968年出生的他的儿子，也就是罗素的孙子，尼古拉斯·罗素继承，为第六代罗素伯爵。

## 思想与贡献

### 数学
罗素起初对数学感兴趣，后来逐渐转向哲学方面，他在数学方面也有很多重要的建树。在数理逻辑方面，罗素提出了罗素悖论，对20世纪数学基础产生了重大影响。罗素在1900年便认识到，数学是逻辑学的一部分，他试图建立逻辑主义数学体系，把整个数学归纳为逻辑学；1910年，他和他的老师阿弗烈·诺夫·怀海德一起发表了三卷本的《数学原理》，在其中对这一概念做了初步的系统整理。

### 哲学
哲学上罗素最大的贡献是和喬治·愛德華·摩爾、弗雷格、维特根斯坦和怀特海一起创立了分析哲学，此外他还在认识论、形而上学、伦理学、政治哲学和哲学史方面做出过贡献。在剑桥大学时罗素信奉唯心主义和新黑格尔主义，但是在1898年在摩尔的影响下罗素放弃了唯心主义，转而研究实在主义，并很快成为“新实在主义”的倡导者。罗素此后始终强调现代逻辑学和科学的重要性，批判唯心论。
罗素的分析哲学由此诞生：通过将哲学问题转化为逻辑符号，哲学家们就能够更容易地推导出结果，而不会被不够严谨的语言所误导。罗素认为哲学和其他自然科学的不同只是在于其研究的方向（哲学研究更广泛的内容），但他们的研究方法应该是相同的。哲学和数学一样，通过应用逻辑学的方法就可以获得确定的答案，而哲学家的工作就是发现一种能够解释世界本质的一种理想的逻辑语言。但是罗素的努力被哥德尔不完备定理证明是徒劳的。
罗素在20世纪初转向逻辑实证主义，提出逻辑原子論，要求从相当于逻辑上原始命题的原始事实出发，以这种事实作基本元素，由此构造出整个世界。罗素认为这种原始事实是主观的感觉经验，而且这些元素之间彼此毫无联系。罗素认为，人所感觉到的是“事实”或“事实”的集合体，它既不能被认为是物理的，也不能被认为是心理的，而是“中立”的。他把这种说法叫做“中立一元论”。
他相信简单成分的语言（句子，或是更恰当地说，命题）可以指称由简单成分的实在（事实）引起的简单成分的经验（感官作用）。在知识理论与逻辑学上，罗素都是个极简主义者；他试着化约世界的复杂性以及我们对世界的经验，使其达到最简单的「原子」成分。根据罗素创立的学派主张，哲学应该以分析为主，分解成分，并且理解这些成分如何结合起来（相反地，英国的黑格尔主义者总是坚持，每件事都连结着其他事。无法掌握全体就无法理解部分）。因此，我们的语言也必须加以澄清、改善与「观念化」，必须根据逻辑重新理清文法，以便更精确地反映世界的结构。

### 預防性戰爭
在一戰期間，羅素仍然是堅定的和平主義者，還曾因宣揚反戰而被判刑，甚至失去在劍橋的職位。但二戰後，羅素於1945年，在英國流行雜誌《騎兵隊》建議對蘇聯發動一場預防性戰爭，他曾私下承認非常不喜歡蘇聯，且於1947年，在英國皇家學會發表相關演說。羅素還跟英國軍方討論過這些想法，也寫信給曾提出核子工廠檢查計劃的馬賽耶陳述自己的意見。
但羅素卻於1950年代多次否認他鼓吹預防性戰爭，直至1959年一次的BBC節目中才承認他先前支持預防性戰爭的立場。但他認為自己只是想給蘇聯壓力而非真的鼓吹戰爭。
羅素在1962年的古巴飛彈危機再次成為注目焦點，他譴責美國總統甘迺迪與聯合國在這次事件中的做法，並對蘇聯的領導人赫魯雪夫表達同情與提出建議，他認為自己在這次事件中扮演了關鍵角色且造成一定的作用。雖然多數評論家與輿論並不認同，但羅素過去對蘇聯的批評反而帶來某種信譽，因為沒人會認為他是克里姆林宮的傀儡。

### 和平运动
罗素是一名和平主义者，他大力宣传反对军国主义，并协助推动反核运动。

### 政治、社会和宗教
在伦理学和道德方面，罗素持的是开放态度，认为过多的道德束缚是人类不幸的根源，道德不应限制人类本能的快乐，因此提倡自由恋爱、试婚、离婚从简和节育等，认为未婚男女在双方都愿意的情况下发生婚前性行為并非是不道德的行为，这种观点使他在美国遭到激烈抗议，最终还导致他失去了纽约城市大学的教授职务。
在宗教上罗素是一个不可知論者。罗素对所有宗教持反对态度，尽管在《我为什么不是基督徒》中罗素主要批判了基督教，但他在另一篇论文《宗教对人类文明起到有益贡献了吗？》中同样使用藏传佛教作为宗教的反面例子。罗素认为宗教机构在历史上一如既往地阻止人类社会的进步。
在教育方面，罗素主张自由教育，认为学生的言行举止不应受到约束与限制，认为教育的基本目的应该是培养“活力、勇气、敏感、智慧”四种品质，更多地发展个人主义。在这一思想影响下他和第二任妻子于1927年一起创立一所试验学校。
政治上罗素的立场接近于民主社会主义：他支持政府为穷人提供基本的生活保障，但是反对共产政權的極權統治。
罗素曾经说：「我绝不会为了我的信仰而献身，因为我可能是错的。」这句话体现了费边社成员的性格：费边主义者就是怀疑主义者，不仅怀疑权威，而且也怀疑自己原有的看法，他们主张不断的以现实观照理论，不断辩论，不断修正对社会的认识。
他在漫长人生将尽之时，写了一部情感浓郁的优雅自传，总结他的政治信念、对哲学的热情和对爱情的深沉追求。罗素也宣称——如同第一次世界大战所显示的——「世界是恐怖的」；相较之下，形式哲学虽能提供庇护，但终究是虚掷光阴。

## 著作
- 《幾何學基礎》（1897年）
- 《数学原理》（懷特黑德合著，1910, 1912, 1913年）
- 《哲學論文集》（1910年）
- 《哲学问题》（1912年）
- 《社會重建原則》（1916年）
- 《人類為什麼戰鬥》（1916年）
- 《自由之路》（1918年）
- 《中國問題》[8]（1922年）
- 《工業文明的前景》（合著，1923年）
- 《科學的未來》（1924年）
- 《相對論入門》（1925年）
- 《論兒童教育》（1926年）
- 《物之分析》（The Analysis of Matter，1927年）
- 《我为什么不是基督徒》（1927年）
- 《心靈分析》（1927年）
- 《懷疑論》（1928年）
- 《婚姻与道德》（1929年），
- 《幸福的赢得》（幸福之路）（1930年）
- 《哲學與現代世界》（1932年）
- 《自由與組織》（1934年）
- 《宗教與科學》（1935年）
- 《權力：一種新的社會分析》（1938年）
- 《西方哲学史》（1945年）
- 《權威與個人》（1949年）
- 《名人的噩夢》（1954年）
- 《羅素回憶錄》（1956年）
- 《我的哲学发展》（1959年）
- 《人類有將來嗎》（1962年）
- 《文明之路》

## 作品的中譯
- 簡體字本：
  - . 秦悅譯. 學林出版社. 1996年.
  - . 張師竹譯. 上海人民出版社. 2001年.
  - . 不著譯者. 文化藝術出版社. 2005年.
  - . 戴玉慶譯. 商務印書館. 2006年.
  - . 陳啟偉等譯. 商務印書館. 2006年.
  - . 溫錫增譯. 商務印書館. 1982年.
  - . 苑莉均. 商務印書館. 2005年.
  - . 陳啟偉譯. 上海譯文出版社. 2006年.
  - . 不著譯者. 中央編譯出版社. 2008年.
  - . 不著譯者. 華文出版. 2004年.
  - . 文良文化譯. 中央編譯出版社. 2009年.
  - . 李國山等譯. 九州出版社. 2009年.
  - . 不著譯者. 人民教育出版社. 2009年.
  - . 錢發平編譯. 重慶出版社. 2006年.
  - . 程舒偉等編譯. 中國商業出版社. 2009年.
  - . 錢遜編譯. 重慶出版社. 2010年.
  - . 不著譯者. 世界知識出版社，2010年.
  - . 不著譯者. 中國國際廣播出版社. 2006年.
  - . 不著譯者. 天津人民出版社. 2007年.
  - . 不著譯者. 現代出版社. 2010年.
  - . 不著譯者. 北京出版社. 2010年.
  - . 何兆武譯. 商务印书馆. 2007年.
  - . 石磊譯. 天津社科院. 2011年.
- 繁體字本：
  - . 林衡哲譯. 志文出版社. 1967年.
  - . 劉福增主編. 水牛出版社. 1968年.
  - . 劉福增主編. 水牛出版社. 1968年.
  - . 福曾主編. 水牛出版社. 1968年.
  - . 劉福增主編. 水牛出版社. 1970年.
  - . 蔣年豐譯. 協志工業出版. 1982年.
  - . 不著譯者. 志文出版. 1984年.
  - . 胡品清譯，劉福增主編. 水牛出版社. 1988年.
  - . 劉福增主編. 水牛出版社. 1988年.
  - . 劉福增主編. 水牛出版社. 1988年.
  - . 吳凱琳譯. 左岸文化. 2002年.
  - . 何兆武、李約瑟譯. 左岸文化. 2005年.
  - . 容士毅譯. 左岸文化. 2006年.
  - . 何兆武、李約瑟譯. 商務印書館. 2011年.

## 相關書籍
- 簡體字本：
  - 杰克·奧德爾（S JackOdell）著. . 陳啟偉、賈可春譯. 中華書局. 2002年.
  - 賈可春著. . 商務印書館. 2005年.
  - 劉燁著. . 中國電影出版社. 2005年.
  - 姜繼為編. . 安徽出版社. 2007年.
  - 翟玉章著. . 雲南教育出版社. 2009年.
  - 曹元勇編. . 江西高校出版社. 2009年.
  - 菲利普斯著. . 駱京景譯. 中國輕工業出版社. 2010年.
- 繁體字本：
  - 劉福增主編. . 水牛出版社. 1968年.
  - 凱薩琳·泰. . 水牛出版社. 1977年.
  - 高德劭著. . 王若璧、劉福增譯. 水牛出版社. 1988年.
  - 簡旭裕著. . 遠流出版社. 1992年.
  - 孫乃修著. . 明田出版. 1994年.
  - 白志柔編. . 智慧大學出版. 1995年.
  - 徐友漁著. . 中華書局（香港）. 1997年.
  - 胡基峻著. . 桂冠圖書公司. 1998年.
  - 雷·蒙克（Ray Monk）; 莊佳珣. . 麥田出版. 2000年. 
  - 劉燁著. . 正展出版. 2006年.

## 外部連結
- 哲学宗教--作者总览--罗素
- 伯特兰·罗素的作品  - 古騰堡計劃
- "The Conquest of Happiness"（页面存档备份，存于）（1930）
- "Mysticism"（1961）
- "A Free Man's Worship"（1903）
- "Am I an Atheist or an Agnostic?"（1947）
- "Icarus, or The Future of Science" 1923
- "Has Religion Made Useful Contributions to Civilization?" 1930
- "Ideas that Have Harmed Mankind"（1950）
- "In Praise of Idleness"（页面存档备份，存于）（1932）
- "What Desires Are Politically Important?"（页面存档备份，存于）（1950）
- Political Ideals（页面存档备份，存于）（1917）
- The Problem of China
- The Problems of Philosophy
- Proposed Roads to Freedom（页面存档备份，存于）（1918）
- "16 Questions on the Assassination" (of President Kennedy)
- The Analysis Of Mind（页面存档备份，存于）
- What is an Agnostic?
- Why I am not a Christian
- The War and Non-Resistance—A Rejoinder to Professor Perry（页面存档备份，存于）
- War and Non-Resistance（页面存档备份，存于）（1915）
- The Ethics of War（页面存档备份，存于）（1915）
- Principia Mathematica（1910）
- "The Elements of Ethics"（页面存档备份，存于）（1910）
- The Principles of Mathematics（页面存档备份，存于）（1903）
- An essay on the foundations of geometry

### 錄音資料
- Bertrand Russell Audio Archive

### 其它
- 陳嘉映：〈羅素論親知〉（页面存档备份，存于）（2010）
- Pembroke Lodge - childhood home and museum（页面存档备份，存于）
- The Bertrand Russell Society（页面存档备份，存于） - a member organisation of the International Humanist and Ethical Union
- The Bertrand Russell Society Quarterly（页面存档备份，存于）
- The Bertrand Russell Peace Foundation（页面存档备份，存于）
- Bertrand Russell in Japan（页面存档备份，存于）
- 約翰·J·奧康納; 埃德蒙·F·羅伯遜, ,  （英语）
- Biography and quotes of Bertrand Russell（页面存档备份，存于）
- Russell Photo Gallery
- Photographs（页面存档备份，存于） at the National Portrait Gallery（页面存档备份，存于）
- Stanford Encyclopedia of Philosophy entry（页面存档备份，存于）
- The Bertrand Russell Archives（页面存档备份，存于）
- Resource list（页面存档备份，存于）
- The First Reith Lecture given by Russell（页面存档备份，存于）（Real Audio）
- Encyclopaedia Britannica（页面存档备份，存于）
- Listen to an audio excerpt from "The Problems with Philosophy" by Bertrand RussellFree mp3 downloads from ThoughtAudio.com（页面存档备份，存于）
- Russell immediate family（页面存档备份，存于）
- Biography resources dedicated to Bertrand Russell

影像资料：罗素告诉我们这代人的做人准则（页面存档备份，存于）
| 聯合王國貴族爵位                   | 聯合王國貴族爵位   | 聯合王國貴族爵位                 |
| ---------------------------------- | ------------------ | -------------------------------- |
| 前任： 法蘭克·羅素，第二代羅素伯爵 | 羅素伯爵 1931–1970 | 繼任： 約翰·羅素，第四代羅素伯爵 |